# Juda Mehler
Juda Mehler (* um 1609 in Fulda; gest. 30. Juni 1659), auch Juda Mehler Reutlingen genannt, war ein deutscher Rabbiner und unter anderem Verfasser einer Predigtensammlung.

## Leben
Juda Mehler studierte in seiner Jugend die Tora und die rabbinische Schriften. 1629 kam er nach Wenings und heiratete im gleichen Jahr Rechlen, Tochter von Jakob Rebitz (gestorben am 4. Februar 1674 in Hanau).
Während des Dreißigjährigen Krieges musste die Familie mehrmals ihren Wohnsitz wechseln. 1644 nahm Juda Mehler die Anstellung als Rabbiner in Bingen an und übersiedelte dorthin mit seiner Frau und seinem einzigen Sohn Josef (geboren um 1630). In den folgenden Jahren boten ihm die jüdischen Gemeinden in Koblenz, Mainz, Kreuznach und Hammelburg das Amt des Oberrabbiners an, das Mehler ablehnte. Er blieb bis zu seinem Tod 1659 in Bingen, wo er auf dem jüdischen Friedhof bestattet wurde.
Seine Bekanntheit über Bingen hinaus erlangte er als Verfasser einer Predigtensammlung. In der „Rückkehr Jehudas“ beschreibt er seine Erlebnisse während des Dreißigjährigen Krieges und der Zeit danach. Eine andere überlieferte Handschrift enthält eine Responsensammlung. Juda Mehler beschäftigte sich auch mit der Kabbala und mit der Mathematik. Ein weiteres Werk von ihm, das er seinem Sohn Josef widmete, behandelt Fragen des jüdischen Kalenders. Er gibt darin praktische Anweisungen, u. a. zur Berechnung der Schaltjahre.
Auf seinem Grabstein steht: „Der überragende Gelehrte, Vorsitzender der Gerichtsbarkeit, unser Lehrer, der Meister, Herr Juda Mehler, das Andenken des Gerechten sei zum Segen...“